# Landesverzeichnis des Immateriellen Kulturerbes in Sachsen-Anhalt
Das Landesverzeichnis des Immateriellen Kulturerbes ist ein Verzeichnis immaterieller kultureller Ausdrucksformen in Sachsen-Anhalt, vergleichbar mit dem bundesweiten Verzeichnis des immateriellen Kulturerbes auf Bundesebene und der Repräsentativen Liste des immateriellen Kulturerbes der Menschheit der UNESCO, die weltweit gilt.

## Verzeichnis
Sachsen-Anhalt hat im April 2024 als sechstes Bundesland (nach Bayern, Nordrhein-Westfalen, Saarland, Sachsen, Thüringen) eine eigene Landesliste des immateriellen Kulturerbes eingerichtet. Die Landesliste basiert auf einem Antrag der Linken-Landtagsfraktion aus dem Sommer 2023. Zwar stieß dieser bei den Parteien der Regierungskoalition (CDU, SPD, FDP) nur auf wenig Gegenliebe, wurde aber schließlich durch die Stimmen der AfD und der Grünen und in Abwesenheit etlicher Koalitionsmitglieder dennoch angenommen.
Das Landesverzeichnis umfasste bei seiner Einführung zunächst 10 Einträge – darunter 7 kulturelle Ausdrucksformen, die zuvor auf Initiative des Landes Sachsen-Anhalt bereits in das Bundesverzeichnis aufgenommen worden waren, sowie 3 neue Einträge. Es soll alle zwei Jahre möglich sein, als neuer Eintrag in das Landesverzeichnis des Immateriellen Kulturerbes in Sachsen-Anhalt aufgenommen zu werden. Die Voraussetzungen für eine Aufnahme entsprechen jenen für das Bundesverzeichnis. Der Landesheimatbund Sachsen-Anhalt berät Gruppen, Vereine und Einzelpersonen, die sich einen Antrag einreichen wollen, bei ihrer Bewerbung.

## Einträge
| Name des Immateriellen Kulturerbes                                        | Anmerkungen                               | Bild                              |
| ------------------------------------------------------------------------- | ----------------------------------------- | --------------------------------- |
| Gebrauchshundewesen                                                       | - seit 2024 - Bundesverzeichnis seit 2025 | Fotos hochladen                   |
| Fertigungstechnik des Prägebriketts                                       | seit 2024                                 | Fotos hochladen                   |
| Philanthropisches Leben und Lernen an der Schule der Menschenfreundschaft | seit 2024                                 | Fotos hochladen                   |
| Salzwirker-Brüderschaft im Thale zu Halle                                 | Bundesverzeichnis seit 2014               | weitere Bilder \| Fotos hochladen |
| Finkenmanöver im Harz                                                     | Bundesverzeichnis seit 2014               | weitere Bilder \| Fotos hochladen |
| Schachtradition Ströbeck                                                  | Bundesverzeichnis seit 2016               | Fotos hochladen                   |
| Pfingsttanz der Verbandsgemeinde Grund-Helbra                             | Bundesverzeichnis seit 2018               | Fotos hochladen                   |
| Spergauer Lichtmeß                                                        | Bundesverzeichnis seit 2018               | Fotos hochladen                   |
| Grasedanz im Harz                                                         | Bundesverzeichnis seit 2020               | weitere Bilder \| Fotos hochladen |
| Bad Dürrenberger Brunnenfest                                              | Bundesverzeichnis seit 2023               | Fotos hochladen                   |

Obwohl weitere kulturelle Ausdrucksformen, die in Sachsen-Anhalt in besonderer Weise gepflegt werden – etwa die Flößerei, das Niederdeutsche Theater, das Singen des Steigerlieds, die Deutsche Brotkultur, das handwerkliche Bierbrauen und die Weinkultur in Deutschland – als länderübergreifende Einträge im Bundesverzeichnis des immateriellen Kulturerbes stehen oder sogar Teil des immateriellen Kulturerbes der Menschheit sind, stehen deren lokale oder regionale Ausprägungen nicht auf der Landesliste.